# Тёмная чайка
Тёмная чайка (лат. Leucophaeus fuliginosus) — вид птиц из рода дельфиновых чаек (Leucophaeus) семейства чайковых. Ранее его относили к роду чаек (Larus).

## Описание
Тёмная чайка — чайка средней величины, со стройным телосложением, короткой шеей и сильно заострённой головой. Крылья длиннее и острее, чем у большинства других видов чаек. Хвост веерообразный, ноги короткие с тремя длинными пальцами. Этот вид окрашен, в основном, в серый цвет. Голова, шея и затылок могут быть в отдельных случаях тёмно-коричневыми. Крылья тёмно-серые, однако кончики бывают белыми и чёрными. Шея и грудь окрашены в средний оттенок серого цвета, живот более светлый. Хвост у тёмной чайки с верхней стороны полностью чёрный, а его нижняя сторона — белая. Оперение птенцов главным образом коричневого цвета. Крылья тёмно-коричневые, остальное тело серо-коричневое. Ещё одним отличительным признаком тёмной чайки является красный ободок вокруг глаз, а также по белому пятну над глазам и под ним. Клюв и лапки всегда тёмно-серые, а полость рта — ярко-красная. Длина тела тёмной чайки составляет 41 см.

## Поведение
Тёмная чайки питается главным образом рыбой, ракообразными, моллюсками и даже водорослями. Иногда она крадёт яйца и птенцов других морских птиц, нападает на них в воздухе и отбивает добычу, например у галапагосской зелёной кваквы. В портах эта птица находит пищу в мусоре, питаясь в том числе и падалью. Она нередко следует за рыболовецкими судами, чтобы заполучить какие-либо остатки рыбы. Изредка она охотится на небольших ящериц.
Тёмная чайка гнездится не колониями, а поодиночке, выбирая защищённые места, такие как лагуны, озёра или скалистые склоны, расположенные недалеко от моря. Гнездо строится посреди высоких растений в естественной земляной ямке. Оно имеет конусообразную форму, состоит из земли, мусора и веток и выстлано частями растений. Самка откладывает, как правило, по два яйца оливково-зелёного цвета, которые насиживаются обоими родителями на протяжении 30 дней. У птенцов серый пух, они вскармливаются родителями переваренной пищей. Спустя 60 дней после рождения, птенцы начинают летать, однако ещё кое-какое время остаются с родителями. Гнездящиеся птицы в брачный период очень бдительны и покидают гнездо, если его потенциальный разоритель находится ещё на расстоянии километра.

## Распространение и угрозы
Тёмная чайка встречается на трёх островах Галапагосского архипелага, относящегося к Эквадору. Это острова Санта-Крус, Сан-Кристобаль и Исабела. Птицу можно увидеть только на побережье. Она считается состоящей под угрозой исчезновения, хотя её численность в настоящее время устойчивая. Естественными врагами тёмной чайки являются только взрослые морские игуаны, которые иногда питаются её птенцами. Другими угрозами являются завезённые на острова крысы, кошки и собаки. Большая часть её ареала объявлена национальным парком, однако наибольшая плотность этой птицы была установлена в портах, не относящихся к нему — Пуэрто-Айора, Пуэрто-Бакерисо-Морено и Пуэрто-Вильямиль. В 1963 году по проведённой оценке численность тёмной чайке составляла лишь от 300 до 400 особей. Причиной сокращение численности является прежде всего ограниченное предложение питания. Мерами по защите этой чайки являются подсчёты и долгосрочное наблюдение.